# 황금 옥좌
황금 옥좌(Golden Throne)는 워해머 40,000에 나오는 인류제국이 제작한 건조물. 지구에 있다.
본래는 웹웨이의 컨트롤이라는 다른 목적으로 건설중이였으나, 호루스 헤러시 때 호루스를 죽이고 자기도 치명상을 입은 인류의 황제가 생명유지장치로의 개조를 지시했다. 그리고 황제는 지금도 반송장 상태로 여기에 안치된 상태. 동력으로 사이커들의 사이킥 능력과 생명력을 쓴다.
사실 황제가 시체나 다름 없는지라 외계인들은 '죽은 신' 이라고 놀리고, 카오스는 거짓 황제(False Emperor) 혹은 시체 황제(Corpse Emperor)라고 조롱한다.
사실상 부활의 가능성은 한없이 0에 가깝다. 그래도 언젠간 부활할 거라고 사람들이 믿는 건 시대가 그만큼 암울한 시기이고, 또 그리고 황제교의 영향으로 황제를 신으로 추대하는 영향이 있기 때문이기도 하다.
여기서 40K의 현 시간대(41번째 천년기 기준으로) 기술으로 수리가 불가능한 치명적인 결함이 발견되었다는, 엄청난 변화를 예견할지도 모른다는 소문이 퍼졌다. 하지만 확실하지는 않다. 어쨌든 40k 5판 규칙책은 "인류의 제국은 무너지고 있으며 황제의 빛은 사그라들고 있다. 성스러운 테라의 군주들은 수 만의 행성이 연락이 끊긴채 무너지는 것을 속수무책으로 지켜보고 있고 수없이 많은 군대와 함대들이 결코 오지 않을 원군을 필사적으로 요청하면서 영웅적인 최후의 사투를 벌이고 있었다. 어둠이 이 모든 것을 삼키고 있었다."(101쪽) 라면서 시작하는 판국이다.